# Croque-escroc
Le croque-escroc est un internaute spécialisé dans la lutte contre les escroqueries en ligne, et notamment le scam fait par les brouteurs ou les faux supports techniques.
On les dénomme « croque-escrocs » ou « scambaiters » (en anglais : scam étant « fraude » et bait « appât »). On peut aussi les appeler « chasseurs d'arnaqueurs» ou « chasseurs de brouteurs » quand ils traquent les brouteurs.
Ces actions peuvent être menées dans un contexte d'action civique (activisme) ou bien de divertissement, ou les deux,,.

## Objectifs
Le croque-escroc est une forme de vigilantisme informatique dans lequel un internaute se fait passer pour une victime potentielle en contactant délibérément un escroc (tels que des brouteurs,) afin de lui faire perdre un maximum de temps et de ressources, mais aussi pour exposer celui-ci au grand jour. Parallèlement à cela, le croque-escroc peut collecter des informations sur les arnaqueurs qui pourront être transmises aux autorités.
Ils peuvent aussi faire de la prévention sur différents réseaux sociaux en expliquant les mécanismes des différentes arnaques, comme sur Twitch, Youtube ou TikTok.

## Moyens
Ces actions sont basées sur l'accumulation d'informations (par exemple, les outils et méthodes de l'escroc, la prévention des victimes potentielles, des discussions sur des forums ou la fermeture des faux sites internet),,,.
Il existe des groupes Facebook qui luttent contre ce type d'arnaques en piégeant les brouteurs comme le « Neurchi de Brouteurs Broutés (NDBB)»  comprenant plus de 16 000 membres,.

## Croque-escrocs célèbres
Les croque-escrocs anglophones les plus célèbres sont Kitboga (en),,,, RinoaPoison ou encore Scammer Payback (en),,,,.
Les croque-escrocs francophones les plus célèbres sont le Youtubeur et streamer Sandoz,,,, David connu sous le pseudo de Métabrouteur sur Twitter,,, Victor Baissait, spécialiste et enseignant en tech/web, webdesigner et journaliste,,,,,,, Lalain (sur Twitch et Youtube), ArnaqueMoiSiTuPeux (sur Twitch, Youtube et TikTok), et le vidéaste Mozinor. Certains autres sont spécialisés sur les faux supports Microsoft, comme c'est le cas de Centho sur Twitch, ou Hackii,.

### ArnaqueMoiSiTuPeux
ArnaqueMoiSiTuPeux, anciennement connue sous le pseudo de Lili Sphincter est une croque-escroc et streamer sur Twitch,, TikTok et YouTube. Avec son personnage de José, elle traque les brouteurs et leur fait perdre du temps.

### Centho
Centho (aussi connu comme CenthoLeBest) est le pseudonyme d'un croque-escroc et vidéaste web français,.
Il s'attaque principalement aux arnaques au faux support technique, ainsi que les arnaques au remboursement et fait des diffusions en direct sur Twitch ainsi que des vidéos sur YouTube. Durant ses fausses conversations avec les escrocs, il communique à travers de faux personnages, et invite souvent d'autres vidéastes pour les jouer (comme Sam-Blind_Maker) et prévient les victimes de ces arnaques.

### Hackii974
Hackii974 est un technicien informatique, vidéaste et streamer français qui lutte contre les faux support technique et les brouteurs,,. Il fait aussi de la prévention contre ces arnaques.

### Jim Browning
Jim Browning est le pseudonyme Internet d'un ingénieur logiciel et YouTubeur d'Irlande du Nord dont le contenu se concentre sur les escroqueries et les enquêtes sur les centres d'appels se livrant à des activités frauduleuses,,,.
Browning a été présenté dans un épisode de mars 2020 de la série documentaire britannique Panorama, dans lequel une opération d'arnaque au support technique à grande échelle a été infiltrée et largement documentée par Browning et son collègue YouTuber Karl Rock.
Browning a été couvert dans un article du New York Times de 2021, documentant leur confrontation à une opération d'escroquerie de remboursement à petite échelle basée à Calcutta, en Inde.

### Kitboga
Kitboga est l'alias Internet d'un streamer américain Twitch et YouTuber dont le contenu se concentre principalement sur la lutte contre les escroqueries menées par téléphone. Sa chaîne compte plus d'un million de followers sur Twitch et sa chaîne YouTube compte plus de 3 millions d'abonnés,,,,.

### Metabrouteur
David, connu sous le pseudo de Métabrouteur sur Twitter, traque les brouteurs et les tourne en dérision ; il fait également de la prévention,,.

### Le Radis Irradié
Le Radis Irradié lutte contre les arnaques et notamment celles des influenceurs en faisant de longues enquêtes sur sa chaîne ,,. Il est allé avec Sandoz en Côte d'Ivoire traquer les brouteurs.

### Rinoa Poison
Rinoa Poison est une streameuse américaine qui lutte contre les arnaques, notamment les faux supports techniques.

### Sandoz
Sandoz est le pseudonyme d'un croque-escroc et vidéaste web français qui a commencé par des canulars téléphoniques, il est spécialiste dans la traque des brouteurs et des arnaques aux CPF,,. En janvier 2022, il fait une vidéo dénonçant l'escroquerie du site marchand de Hapsatou Sy. En 2022, il se rend avec Le Radis Irradié à Abidjan afin de traquer des escrocs ,. Il est l'auteur du site Monbrouteur.com pour que les victimes de brouteurs puissent les dénoncer.

### Sam Blind Maker
Sam Blind Maker (qui est le pseudo de Salim Ejnaïni) est un cavalier,,, auteur, journaliste sportif, et streamer aveugle.
Il intervient régulièrement dans les lives de Centho, ArnaqueMoiSiTuPeux et Victor Baissait.

### Scammer Payback
Scammer Payback, également connu sous son surnom "Pierogi", est l'alias Internet d'un YouTuber et streamer américain spécialisé dans la création de contenu sur les escroqueries téléphoniques. Pierogi travaille contre diverses escroqueries par téléphone, telles que les escroqueries au support technique, au remboursement, à la sécurité sociale et les escroqueries par usurpation d'identité de l'IRS,,.

### Victor Baissait
Victor Baissait est spécialiste et enseignant sur les thématiques des enjeux de la tech et du web,,,, , journaliste,,,.
Il est notamment spécialiste des questions sur les brouteurs,, les images générées par Intelligence Artificielle,,, les réseaux sociaux,,,,, les fake news,,, l'OSINT, sujets sur lesquels il fait de la prévention dans les médias, podcast et réseaux sociaux.